# Гориа, Джованни
Джованни Джузеппе Гориа (итал. Giovanni Giuseppe Goria; 30 июля 1943, Асти — 21 мая 1994, Асти) — итальянский политик и государственный деятель, премьер-министр Италии с 28 июля 1987 по 13 апреля 1988 года. Член Христианско-демократической партии Италии с 1960 года.

## Биография
Впервые был избран в палату депутатов в 1976 году, тогда и начался его путь в большую политику. С 1981 по 1982 год был заместителем министра казначейства. В 1982—1987 годах — министр казначейства. Заслужил популярность у итальянских избирателей за его спокойный стиль и его искусность во время телевизионных выступлений. Считался представителем «левого центра» в ХДП и соратником Альдо Моро.
В июле 1987 года он сформировал и возглавил собственный кабинет министров, который, однако, не продержался у власти и одного года.
После отставки с поста премьер-министра был избран в Европейский парламент в 1989 году.
Занимал должность министра сельского хозяйства в кабинете министров Джулио Андреотти (1991—1992). В 1992 году получил портфель министра финансов в кабинете министров Джулиано Амато. В 1993 году разразился крупный коррупционный скандал, в котором было замешано немало ключевых фигур партии христианских демократов, и Гориа был вынужден уйти в отставку.
Ещё до окончания следствия, 21 мая 1994 года, скончался в своём родном городе Асти.